# 1850 au théâtre
| Années du théâtre : 1847 - 1848 - 1849 - 1850 - 1851 - 1852 - 1853    |
| Décennies du théâtre : 1820 - 1830 - 1840 - 1850 - 1860 - 1870 - 1880 |

## Pièces de théâtre publiées
- Un mois à la campagne d'Ivan Tourgueniev

## Pièces de théâtre représentées
26 janvier : Le Nouveau Pied de Mouton, féérie des Frères Cogniard, au théâtre de la Gaité
23 mars : Les Chercheuses d'Or, folie-vaudeville des Frères Cogniard, au théâtre des Variétés

## Naissances
- 20 janvier : Adam Gottlob Oehlenschläger, poète et dramaturge danois, né le 14 novembre 1779.
- 21 juin : Enrico Cecchetti, danseur, mime, chorégraphe et maître de ballet italien

## Décès
- 22 juin : Francisco Covarrubias, acteur et dramaturge cubain, considéré comme le « père du théâtre national cubain », né le 5 octobre 1775.